# Ferdinand Albrecht II. (Braunschweig-Wolfenbüttel)

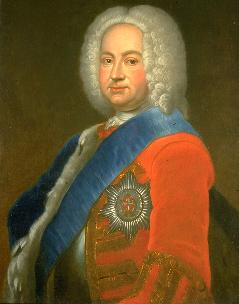
Ferdinand Albrecht II., Fürst von Braunschweig-Wolfenbüttel

Ferdinand Albrecht II., Fürst von Braunschweig-Wolfenbüttel

Ferdinand Albrecht II. von Braunschweig-Wolfenbüttel (* 29. Mai 1680 in Bevern; † 13. September 1735 in Salzdahlum) war Fürst von Braunschweig-Wolfenbüttel-Bevern, erbte jedoch noch kurz vor seinem Tode das gesamte Fürstentum Braunschweig-Wolfenbüttel und gab Bevern dafür an seinen Bruder Ernst Ferdinand weiter. Er führte wie alle Welfen den Titel eines Herzogs zu Braunschweig und Lüneburg.

## Leben
Ferdinand Albrecht II. wurde als vierter Sohn Ferdinand Albrechts I. von Braunschweig-Bevern und der Christine von Hessen-Eschwege geboren.
Er folgte seinem Vater 1687 in Bevern und focht nach Ausbruch des Spanischen Erbfolgekriegs mit der kaiserlichen Armee in Schwaben und Bayern.
1704 wohnte er als kaiserlicher Flügeladjutant in der Schlacht am Schellenberg bei, wurde hierauf kaiserlicher Generaladjutant und als solcher bei der Landau schwer verwundet, 1707 Generalmajor und 1711 Feldmarschallleutnant.
Unter dem Prinzen Eugen kämpfte er im Venezianisch-Österreichischen Türkenkrieg gegen die Türken, erhielt 1715 die Statthalterschaft der Festung Komorn und zeichnete sich besonders bei Peterwardein, bei der Belagerung von Temesvár und der Festung von Belgrad aus.
Kaiser Karl VI. übertrug ihm im September 1722 das Dragonerregiment, das Ernst Leopold von Holstein-Norburg (1685–1722) in den Niederlanden innegehabt hatte.
Seit 1723 kaiserlicher Feldmarschall, wurde er 1727 Reichsgeneralfeldzeugmeister und 1733 Reichsgeneralfeldmarschall, zog im folgenden Jahr die kaiserlichen Kriegsvölker bei Pilsen zusammen, ging mit ihnen an den Rhein und führte bis zu Eugens Ankunft den Oberbefehl im Heer.
Der Tod seines Vetters – des Fürsten Ludwig Rudolf von Braunschweig-Wolfenbüttel – am 1. März 1735 rief ihn auf den verwaisten Fürstenstuhl. Ferdinand Albrecht starb jedoch schon wenige Monate nach Übernahme der Regierungsgeschäfte, am 13. September 1735.

## Nachkommen
Er vermählte sich 1712 mit Antoinette Amalie (1696–1762), Tochter von Herzog Ludwig Rudolf von Braunschweig-Wolfenbüttel. Als Chef des Fürstenhauses folgte ihm sein ältester Sohn Carl nach. Die Herzogswürde trugen alle Nachkommen.
- Carl I. (1713–1780), Herzog zu Braunschweig und Lüneburg, Fürst von Braunschweig-Wolfenbüttel
- Anton Ulrich (1714–1774), Herzog zu Braunschweig und Lüneburg, russischer Generalissimus ⚭ Anna Leopoldowna von Russland
- Elisabeth Christine (1715–1797) ⚭ Friedrich II. von Preußen
- Ludwig Ernst (1718–1788), Herzog zu Braunschweig und Lüneburg, niederländischer Generalkapitän und Regent
- August (1719–1720)
- Friederike (1719–1772)
- Ferdinand (1721–1792), Herzog zu Braunschweig und Lüneburg, Generalfeldmarschall
- Luise Amalie (1722–1780) ⚭ August Wilhelm von Preußen
- Sophie Antoinette (1724–1802) ⚭ Ernst Friedrich von Sachsen-Coburg-Saalfeld
- Albrecht (1725–1745), Herzog zu Braunschweig und Lüneburg, Generalmajor, gefallen bei Soor
- Charlotte (1725–1766)
- Therese (1728–1778), Äbtissin von Gandersheim
- Juliane Marie (1729–1796) ⚭ Friedrich V. von Dänemark (1723–1766)
- Friedrich Wilhelm (1731–1732), Herzog zu Braunschweig und Lüneburg
- Friedrich Franz (1732–1758), Herzog zu Braunschweig und Lüneburg, in der Schlacht bei Hochkirch gefallen

## Ahnentafel
| Ahnentafel Ferdinand Albrecht II. von Braunschweig-Wolfenbüttel  | Ahnentafel Ferdinand Albrecht II. von Braunschweig-Wolfenbüttel                                                              | Ahnentafel Ferdinand Albrecht II. von Braunschweig-Wolfenbüttel                                                              | Ahnentafel Ferdinand Albrecht II. von Braunschweig-Wolfenbüttel                                                              | Ahnentafel Ferdinand Albrecht II. von Braunschweig-Wolfenbüttel                                                              | Ahnentafel Ferdinand Albrecht II. von Braunschweig-Wolfenbüttel                                                              | Ahnentafel Ferdinand Albrecht II. von Braunschweig-Wolfenbüttel                                                              | Ahnentafel Ferdinand Albrecht II. von Braunschweig-Wolfenbüttel                                                              | Ahnentafel Ferdinand Albrecht II. von Braunschweig-Wolfenbüttel                                                              |
| ---------------------------------------------------------------- | --- | --- | --- | --- | --- | --- | --- | --- |
| Urur- großeltern                                                 | Herzog Ernst I. (Braunschweig-Lüneburg) (1497–1546) ⚭ 1528 Sophie von Mecklenburg-Schwerin (1508–1541)                       | Herzog Franz I. (Sachsen-Lauenburg) (1510–1581) ⚭ 1540 Sibylle von Sachsen (1515–1592)                                       | Herzog Johann VII. (Mecklenburg) (1558–1592) ⚭ 1588 Sophia von Schleswig-Holstein-Gottorf (1569–1634)                        | Herzog Christoph zu Mecklenburg (1537–1592) ⚭ 1581 Elisabeth von Schweden (1549–1597)                                        | Landgraf Wilhelm IV. (Hessen-Kassel) (1532–1592) ⚭ 1566 Sabina von Württemberg (1549–1581)                                   | Graf Johann VII. (Nassau-Siegen) (1561–1623) ⚭ 1581 Magdalene von Waldeck (1558–1599)                                        | Herzog Johann I. (Pfalz-Zweibrücken) (1550–1604) ⚭ 1579 Magdalena von Jülich-Kleve-Berg (1553–1633)                          | König Karl IX. (Schweden) (1550–1611) ⚭ 1579 Anna Maria von der Pfalz (1561–1589)                                            |
| Ur- großeltern                                                   | Herzog Heinrich (Braunschweig-Dannenberg) (1533–1598) ⚭ 1569 Ursula von Sachsen-Lauenburg (1552/53–1620)                     | Herzog Heinrich (Braunschweig-Dannenberg) (1533–1598) ⚭ 1569 Ursula von Sachsen-Lauenburg (1552/53–1620)                     | Herzog Johann Albrecht II. (Mecklenburg) (1590–1636) ⚭ 1608 Margarete Elisabeth zu Mecklenburg (1584–1616)                   | Herzog Johann Albrecht II. (Mecklenburg) (1590–1636) ⚭ 1608 Margarete Elisabeth zu Mecklenburg (1584–1616)                   | Landgraf Moritz (Hessen-Kassel) (1572–1632) ⚭ 1603 Juliane von Nassau-Dillenburg (1587–1643)                                 | Landgraf Moritz (Hessen-Kassel) (1572–1632) ⚭ 1603 Juliane von Nassau-Dillenburg (1587–1643)                                 | Pfalzgraf Johann Kasimir (Pfalz-Zweibrücken-Kleeburg) (1589–1652) ⚭ 1615 Katharina Wasa (1584–1638)                          | Pfalzgraf Johann Kasimir (Pfalz-Zweibrücken-Kleeburg) (1589–1652) ⚭ 1615 Katharina Wasa (1584–1638)                          |
| Großeltern                                                       | Fürst August II. (Braunschweig-Wolfenbüttel) (1579–1666) ⚭ 1635 Sophie Elisabeth von Mecklenburg (1613–1676)                 | Fürst August II. (Braunschweig-Wolfenbüttel) (1579–1666) ⚭ 1635 Sophie Elisabeth von Mecklenburg (1613–1676)                 | Fürst August II. (Braunschweig-Wolfenbüttel) (1579–1666) ⚭ 1635 Sophie Elisabeth von Mecklenburg (1613–1676)                 | Fürst August II. (Braunschweig-Wolfenbüttel) (1579–1666) ⚭ 1635 Sophie Elisabeth von Mecklenburg (1613–1676)                 | Landgraf Friedrich (Hessen-Eschwege) (1617–1655) ⚭ 1646 Eleonore Katharine von Pfalz-Zweibrücken-Kleeburg (1626–1692)        | Landgraf Friedrich (Hessen-Eschwege) (1617–1655) ⚭ 1646 Eleonore Katharine von Pfalz-Zweibrücken-Kleeburg (1626–1692)        | Landgraf Friedrich (Hessen-Eschwege) (1617–1655) ⚭ 1646 Eleonore Katharine von Pfalz-Zweibrücken-Kleeburg (1626–1692)        | Landgraf Friedrich (Hessen-Eschwege) (1617–1655) ⚭ 1646 Eleonore Katharine von Pfalz-Zweibrücken-Kleeburg (1626–1692)        |
| Eltern                                                           | Herzog Ferdinand Albrecht I. (Braunschweig-Wolfenbüttel-Bevern) (1636–1687) ⚭ 1667 Christine von Hessen-Eschwege (1648–1702) | Herzog Ferdinand Albrecht I. (Braunschweig-Wolfenbüttel-Bevern) (1636–1687) ⚭ 1667 Christine von Hessen-Eschwege (1648–1702) | Herzog Ferdinand Albrecht I. (Braunschweig-Wolfenbüttel-Bevern) (1636–1687) ⚭ 1667 Christine von Hessen-Eschwege (1648–1702) | Herzog Ferdinand Albrecht I. (Braunschweig-Wolfenbüttel-Bevern) (1636–1687) ⚭ 1667 Christine von Hessen-Eschwege (1648–1702) | Herzog Ferdinand Albrecht I. (Braunschweig-Wolfenbüttel-Bevern) (1636–1687) ⚭ 1667 Christine von Hessen-Eschwege (1648–1702) | Herzog Ferdinand Albrecht I. (Braunschweig-Wolfenbüttel-Bevern) (1636–1687) ⚭ 1667 Christine von Hessen-Eschwege (1648–1702) | Herzog Ferdinand Albrecht I. (Braunschweig-Wolfenbüttel-Bevern) (1636–1687) ⚭ 1667 Christine von Hessen-Eschwege (1648–1702) | Herzog Ferdinand Albrecht I. (Braunschweig-Wolfenbüttel-Bevern) (1636–1687) ⚭ 1667 Christine von Hessen-Eschwege (1648–1702) |
| Ferdinand Albrecht II. von Braunschweig-Wolfenbüttel (1680–1735) | | | | | | | | |